# 卡塔胡拉堂区 (路易斯安那州)
卡塔胡拉堂區（英語：Catahoula Parish）是美国路易斯安那州中部的一個堂區，面積1,915平方公里。根據2020年美國人口普查，共有人口8,906人。治所哈里森堡（Harrisonburg）。該堂區成立於1808年3月28日，名稱來自塔恩薩語「cataoola」，意思是「大而清澈的湖泊」。